# Météorite de Bassikounou

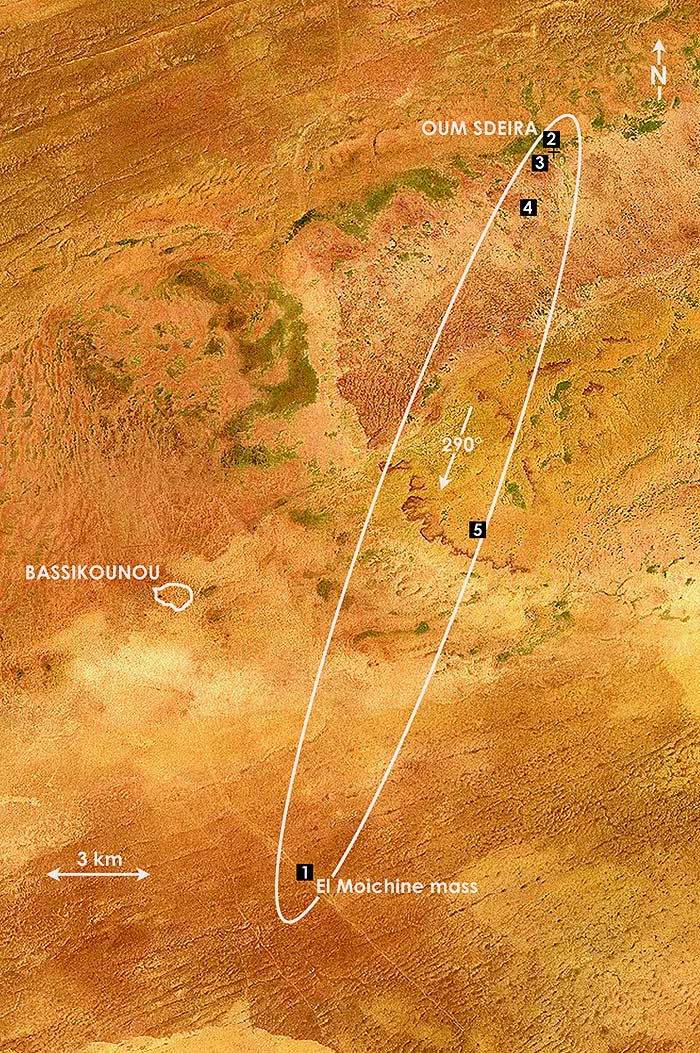

La météorite de Bassikounou, ou simplement Bassikounou, est une météorite dont la chute a été observée le 16 octobre 2006 près de la localité de Bassikounou, dans la région de Hodh El Chargui (sud-est de la Mauritanie, près de la frontière avec le Mali).

## Caractéristiques
L'ellipse de chute de Bassikounou est longue de 8 km et sa masse totale connue est de 46 kg.
Bassikounou est une chondrite ordinaire riche en fer, de type H5. 

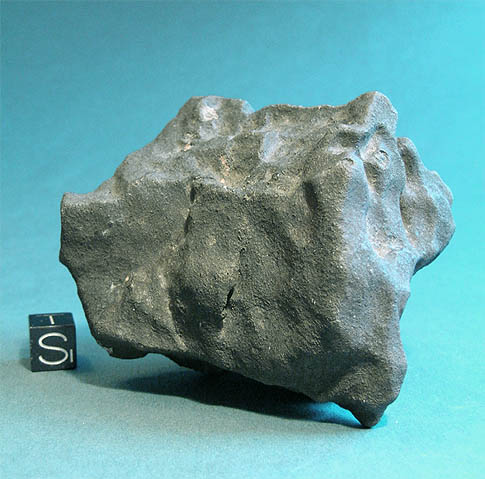
Fragment de 308 g.
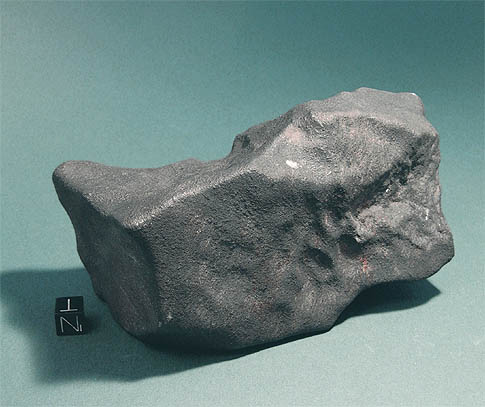
Fragment de 1,304 kg.